# Hermine Munsch
Hermine („Mimi“) Munsch (* 2. September 1867 in Wien; † 6. März 1904 ebenda) war eine österreichische Malerin.

## Leben
Hermine Munsch kam als Tochter des Landschaftsmalers Leopold Munsch in Wien zur Welt. Dort war sie zunächst drei Jahre lang eine Schülerin von Karl Karger. Später ging sie für sieben Jahre nach München und setzte ihre Studien bei Ludwig von Herterich, Ludwig Schmid-Reutte und Wilhelm Dürr fort. Ab Februar 1894 war sie als Schülerin (wohl der Damenakademie) außerordentliches Mitglied des Münchner Künstlerinnenvereins. Sie unternahm auch Studienreisen nach Italien, wo sie die Gemälde verschiedener Meister kopierte.
Munsch malte vor allem Porträts, aber auch Akte, Landschaften und Stillleben. Sie stellte ihre Werke mehrfach im Wiener Künstlerhaus und als Gast der Acht Künstlerinnen im Salon Pisko aus.
Munsch wohnte in Wien am Neuen Markt Nr. 8, wo sie auch ein Atelier im Dachgeschoß eingerichtet hatte. Sie lebte in finanziell abgesicherten Verhältnissen von den Zinsen des Vermögens, das ihre Eltern ihr hinterlassen hatten, Einkünften aus Werksverkäufen und Malunterricht, den sie erteilte. Am 6. März 1904 erschoss sie sich in ihrer Wohnung im Alter von 36 Jahren. Ihr minutiös vorbereiteter Suizid war Thema einiger Presseberichte, die als wahrscheinliches Motiv zunehmende Vereinsamung vermuteten. Munsch wurde auf dem Wiener Zentralfriedhof bestattet.
Im Mai 1904 fand eine Nachlassausstellung im Salon Pisko statt, bei der unter anderem ein Selbstporträt, Herrenporträts, Aktstudien und Landschaften (Studien aus Leutstetten und Lichtenwörth) gezeigt wurden. Auch bei der ersten Ausstellung der Vereinigung bildender Künstlerinnen Österreichs (VBKÖ) im Jahre 1910 wurde ein Selbstporträt von Munsch präsentiert. Helene Littmann urteilte in einer Rezension, das Ölbild wirke „durch die graugrünen Töne des Hintergrundes, die farbige Behandlung des Fleisches außerordentlich harmonisch“ und zeige „viel Verwandtes mit den Werken der modernen Engländerinnen“.
Der österreichische Bildnis- und Genremaler Angelo Trentin (1850–1912) malte ein Porträt von Hermine Munsch, das ihre Verwandte Johanna Munsch 1949 den Städtischen Sammlungen (Museen der Stadt Wien) überließ. Dies geschah im Austausch gegen Transport- und Bergungskosten für einige Porträtbilder, die die Familie der Sammlung zur zeitweiligen Aufbewahrung gegeben hatte.
Drei von Hermine Munsch gezeichnete Aktstudien befinden sich in der Sammlung der Wiener Albertina.

## Werke (Auswahl)

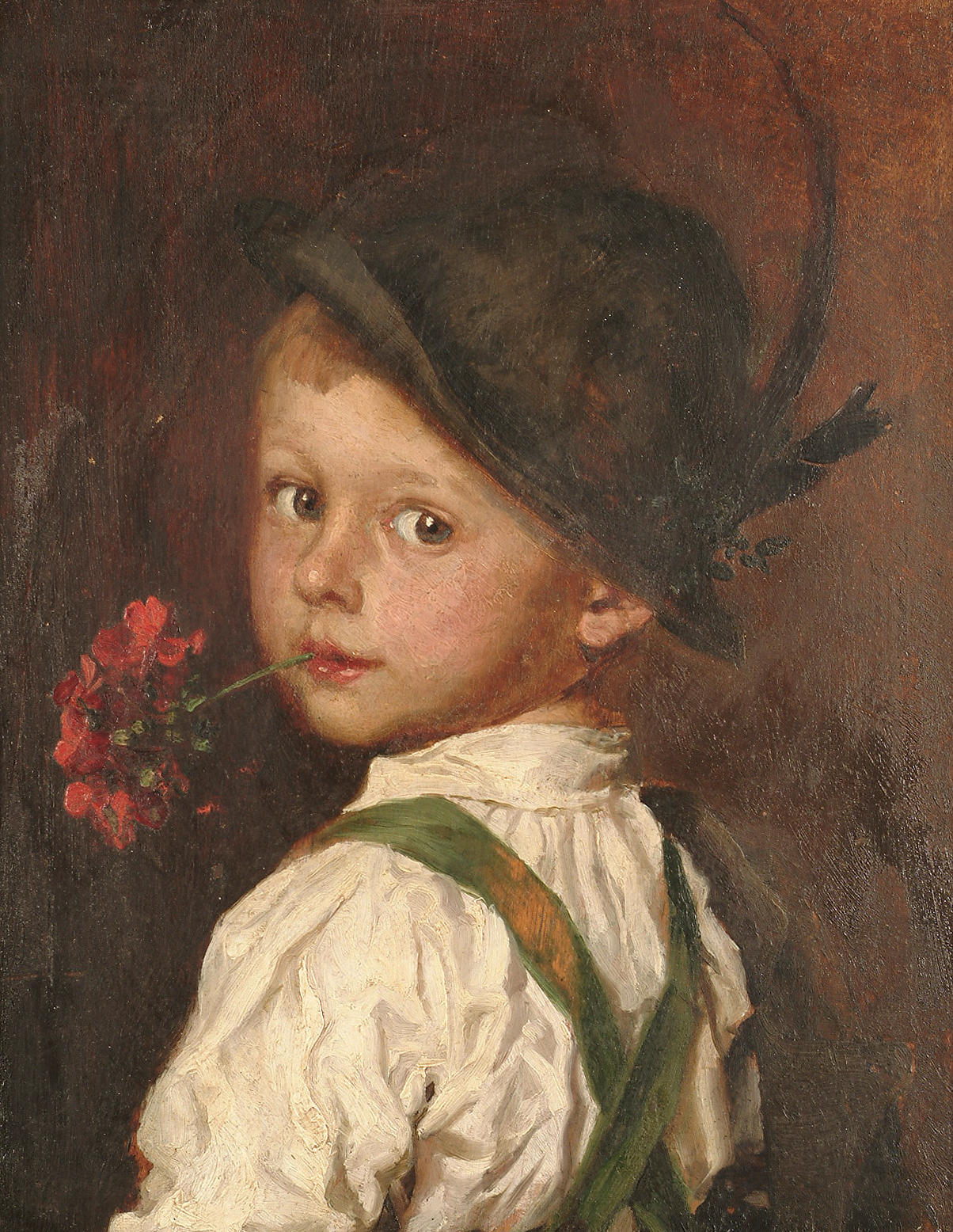
Ölbild Porträt eines Knaben

- Zwei weibliche Akte, Seitenansicht, Rötel und Bleistift, 337 × 202 mm, Albertina[11]
- Sitzender weiblicher Akt und Kopfstudie, Bleistift, 20 × 30,9 cm, Albertina[12]
- Männlicher stehender Akt, Rötel und Bleistift, Passepartout-Ausschnitt: 30,8 × 19,9 cm, Albertina[13]
- Porträt eines Knaben, Öl auf Holz, 27 × 21 cm
- Pariser Aktstudien, Blatt mit Zeichnungen, 1904 Ausstellung Acht Künstlerinnen
- Das Modell, pastellierte Kohlezeichnung, 1904 Ausstellung Acht Künstlerinnen[14]
- Stilleben, Signatur „H. Munsch 1904“, Öl auf Leinwand 36 × 36 cm, 1907 Ausstellung Moderne Galerie[15]
- Selbstporträt, Öl, 1910 Ausstellung VBKÖ[16]

## Ausstellungen (Auswahl)
- 1901: Wiener Künstlerhaus[17]
- 1904: Acht Künstlerinnen und ihre Gäste, Salon Pisko, Wien
- 1904: Nachlassausstellung Hermine Munsch, Salon Pisko, Wien
- 1907: Moderne Galerie, Wien
- 1910: Die Kunst der Frau, Vereinigung bildender Künstlerinnen Österreichs, Wiener Secession